# Olga Limburg
Olga Limburg, född 5 april 1881 i Düsseldorf, död 7 mars 1970 i Västberlin, var en tysk skådespelare. Limburg medverkade i fler än 150 filmer, varav många komedier.

## Filmografi, urval
- 1929 – Hotellets hemlighet
- 1931 – Felix bravader
- 1932 – Hela sta'ns lilla fästmö
- 1933 – Den lilla svindlerskan
- 1934 – Han gick kökstrappan
- 1936 – Donogoo Tonka
- 1936 – Irene min dotter
- 1936 – Kring drottningen
- 1937 – Kärlekens land
- 1938 – 5 miljoner söka en arvinge
- 1938 – En stormig bröllopsresa
- 1940 – Isabel och kärleken